# Thomas Kirker
Thomas Kirker foi um político estadunidense de Ohio, sendo o segundo governador desse estado.